# Kanadai monarchia
A kanadai monarchia mind a kanadai föderalizmus, mind a westminsteri-típusú alkotmányi monarchia magja. Így a monarchia a kanadai kormánynak és a tartományi kormányoknak végrehajtó, törvényhozó és igazságügyi ágainak alapja. 2022. szeptember 8. óta a kanadai monarchia feje III. Károly király, aki egyszerre 15 más országnak is uralkodója; ezek mind független országok, és mindegyik monarchiája egymástól hivatalosan független és különálló. Kanadai kontextusban az uralkodó hivatalos címe: kanadai király (angolul: King of Canada, franciául: Reine du Canada). A kanadai király, a hitvestársa, és a kanadai királyi család többi tagja (ami nem egyenlő a brit királyi családdal; Angus Ogilvy például tagja a kanadai királyi családnak, de nem tagja a britnek) különféle tevékenységeket hajt végre a belföldön, külföldön pedig Kanadát képviseli. Viszont a király a királyi család egyetlen tagja, akinek alkotmányos szerepe van. Mivel a király főleg az Egyesült Királyságban él, a királyi kormányos és szertartásos kötelességek nagy részét a király képviselője, a főkormányzó (angolul: Governor General of Canada, franciául: Gouverneur général du Canada), hajtja végre. A tartományokban a királyt külön-külön alkormányzók (angolul: Lieutenant Governor, franciául: lieutenant-gouverneur) képviselik. A három terület nem szuverén és így nincs alkirályuk.
Kanada alkotmánya szerint az uralkodó, illetve a főkormányzó kötelességeihez tartozik a parlament összehívása és elbocsátása, a választások elrendelése és a kormányok kijelölése. Továbbá csak királyi hozzájárulással lehetséges a törvények, litterae patentes és az Order-in-Councilok meghozása. De e tevékenységek végrehajtásához szükséges hatalom forrása a kanadai lakosság.